# Чална-1
Чална́-1 (гарнизон Бесовец, ранее — Петрозаводск-15) — посёлок в Прионежском районе Республики Карелия, административный центр Гарнизонного сельского поселения.

## Общие сведения
Посёлок расположен вблизи аэропорта «Бесовец», в 12 км к северо-западу от Петрозаводска.
В настоящее время в посёлке базируется 159-й гвардейский истребительный авиационный полк.
В посёлке действует Церковь Илии Пророка, построенная в 2011 году.

## Население
| 2009 | 2010  | 2013  |
| ---- | ----- | ----- |
| 1939 | ↘1866 | ↘1814 |

## История
На территории поселения располагались войсковые части Минобороны РФ:
- войсковая часть 52809,
- войсковая часть 52906,
- войсковая часть 83298,
- войсковая часть 22084,
- войсковая часть 06548 (частично расположена на территории Пряжинского муниципального района).

## Улицы
- Улица Весельницкого, названа в честь командира авиаполка полковника Владимира Ильича Весельницкого, погибшего 11 апреля 1990 года при столкновении самолёта Су-15УМс с землёй под углом 15-20° и незначительным левым креном на скорости 530 км/ч, самолёт разрушился и сгорел. Причиной происшествия явилась недисциплинированность экипажа, проявившаяся в выполнении непредусмотренного заданием нисходящего маневра, что привело к столкновению самолета с землёй.[7][8]

## Культура и образование
В посёлке действуют врачебная амбулатория, средняя общеобразовательная школа № 44, детский сад № 51 «Чебурашка», 81-й гарнизонный дом офицеров со своей библиотекой, музеем и рядом кружков. Выходит газета «Ведомости гарнизона».

## Экономика
Действуют предприятия:
- автономное учреждение Республики Карелия «Аэропорт Петрозаводск»,
- РЭУ-02 филиала «Ленинградский» ОАО «Славянка»,
- ЭРТ «Петрозаводский» филиала «Санкт-Петербургский» ОАО «РЭУ»,
- муниципальное автономное учреждение «Единый сервисный центр».

## Спорт
На территории посёлка построена хоккейная площадка и две детских площадки, также отведен участок под футбольное поле.